# Moșnița Nouă
Moșnița Nouă (en hongrois : Újmosnica, en allemand : Neumoschnitza) est une commune du județ de Timiș en Roumanie.